# Великая Боровица
Великая Боровица (укр. Велика Боровиця) — село в Белогорском районе Хмельницкой области Украины.
Население по переписи 2001 года составляло 501 человек. Почтовый индекс — 30211. Телефонный код — 3841. Занимает площадь 0,291 км².

## Местный совет
30211, Хмельницкая обл., Белогорский р-н, с. Великая Боровица, ул. Горная, 2